# Piezocera silvia
Piezocera silvia là một loài bọ cánh cứng trong họ Cerambycidae.